# Ryan Sailor
Ryan Sailor (Centennial, 27 novembre 1998) è un calciatore statunitense, difensore dell'Inter Miami.

## Carriera

### Gli inizi
Ha frequentato l'Arapahoe High School di Centennial. Ha iniziato la propria carriera calcistica tra le file del Real Colorado, la quale ha aiutato a portare alle semifinali della Region IV e al campionato per club del Colorado nel 2013. È stato capitano del Real Colorado e ha giocato dal 2013 al 2016 nella United States Development Academy.

### Washington Huskies
Ha frequentato l'Università del Washington per giocare a calcio all'interno del college, dove rimarrà dal 2016 al 2021. Non si è guadagnato inizialmente molto spazio nella squadra ed è sceso in campo in sole due occasioni. Si guadagnerà molto più spazio in rosa negli anni seguenti, totalizzando 49 presenze e segnando 10 reti. Durante la sua ultima stagione con gli Huskies nel 2021, è stato nominato PAC-12 Defensive Player of the Year, 1st Team All-Conference per il PAC-12, 1st Team All-America e semifinalista per il MAC Herman Trophy. Durante le sue ultime tre stagioni, ha capitanato gli Huskies per tre gare consecutive nella NCAA Elite 8, concludendo la sua esperienza a Washington contribuendo a far giungere la propria squadra al secondo posto nella College Cup National Championship 2021 dopo i Clemson Tigers.
Durante la sua permanenza al college, è stato convocato per la USL League Two dal Colorado Rapids U-23 nel 2017, senza però scendere in campo.

### Inter Miami
L'11 gennaio 2022 si è classificato al nono posto all'MLS SuperDraft, venendo acquistato dall'Inter Miami. Ha firmato con il club della Major League Soccer il 22 febbraio 2022. Ha esordito nella MLS il 7 maggio 2022 nella sconfitta per 1-0 in trasferta contro il Charlotte FC.

## Palmarès

### Club

#### Competizioni nazionali
- MLS Supporters' Shield: 1

Inter Miami: 2024

#### Competizioni internazionali
- Leagues Cup: 1

Inter Miami: 2023